# Innatmar
Innatmar o Ionnadmhar (fl. III-II secolo a.C.) figlio di Nia Segamain, fu un leggendario re supremo d'Irlanda del III II secolo a.C.
Prese il potere in seguito alla morte di Rudraige. Regnò per uno, tre o nove anni, fino alla morte avvenuta per mano di Breasal Boidhiobhadh.

## Fonti
- Seathrún Céitinn, Foras Feasa ar Éirinn 1.30
- Annali dei Quattro Maestri M4981-4990